# هولتسرات
هولتسرات (به آلمانی: Holzerath) یک شهر در آلمان است که در تریر-زاربورگ واقع شده‌است. هولتسرات ۴۵۰ نفر جمعیت دارد.